# Фауна Кении
Фауна Кении включает в себя огромное разнообразие животного мира, которое продиктовано разносторонним рельефом и климатом территории. Географию Кении составляют высокогорье, саванны и пустыни, а также береговая линия Индийского океана на юго-востоке и озера Виктория на западе. Климат зависит от удалённости водных бассейнов и может варьироваться от влажных до сухих и от жарких до морозных (заморозки бывают высоко в горах) регионов.

## Млекопитающие

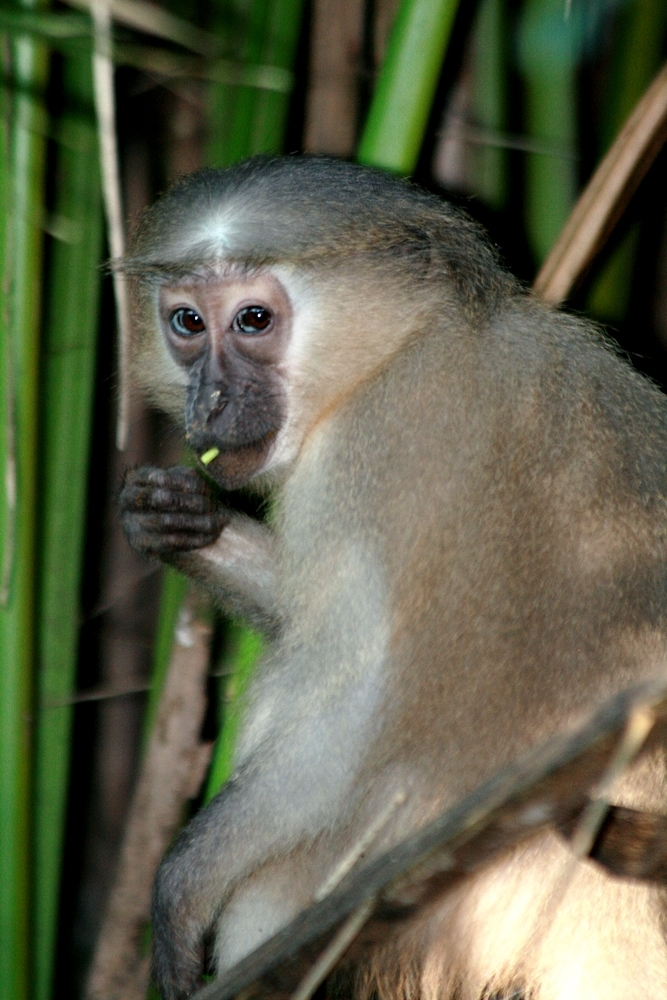
Хохлатый мангабей (Cercocebus galeritus)

На территории Кении проживает около 400 видов млекопитающих, большую часть из которых составляют грызуны и рукокрылые. Из них 5 находятся на грани исчезновения, 14 видов являются вымирающими, 15 видов уязвимы и 22 вида близки к уязвимому положению.
Как и в других странах Африки на территории Кении распространены крупные млекопитающие, например: лев, носорог, бегемот, африканский буйвол, саванный слон, антилопы, жираф, зебра и гепард.
Эндемичными видами для Кении являются:
- Glauconycteris kenyacola[англ.] — вид рукокрылых, со статусом .
- Хохлатый мангабей (Cercocebus galeritus) — вид мартышковых, находящихся в охранном статусе .
- Piliocolobus rufomitratus — вид мартышковых, охранный статус .
- Hylomyscus endorobae[англ.] — вид мышиных, не вызывающих опасения .

## Птицы
Орнитофауна Кении состоит из более 1170 видов, из которых 11 видов являются эндемичными:
- Кенийский турач[англ.].
- Тайтасский дрозд[англ.].
- Сорочья дроздовка[англ.].
- Тайтасская белоглазка.
- Кикуйская белоглазка.
- Кенийский жаворонок[англ.].

Некоторые виды птиц
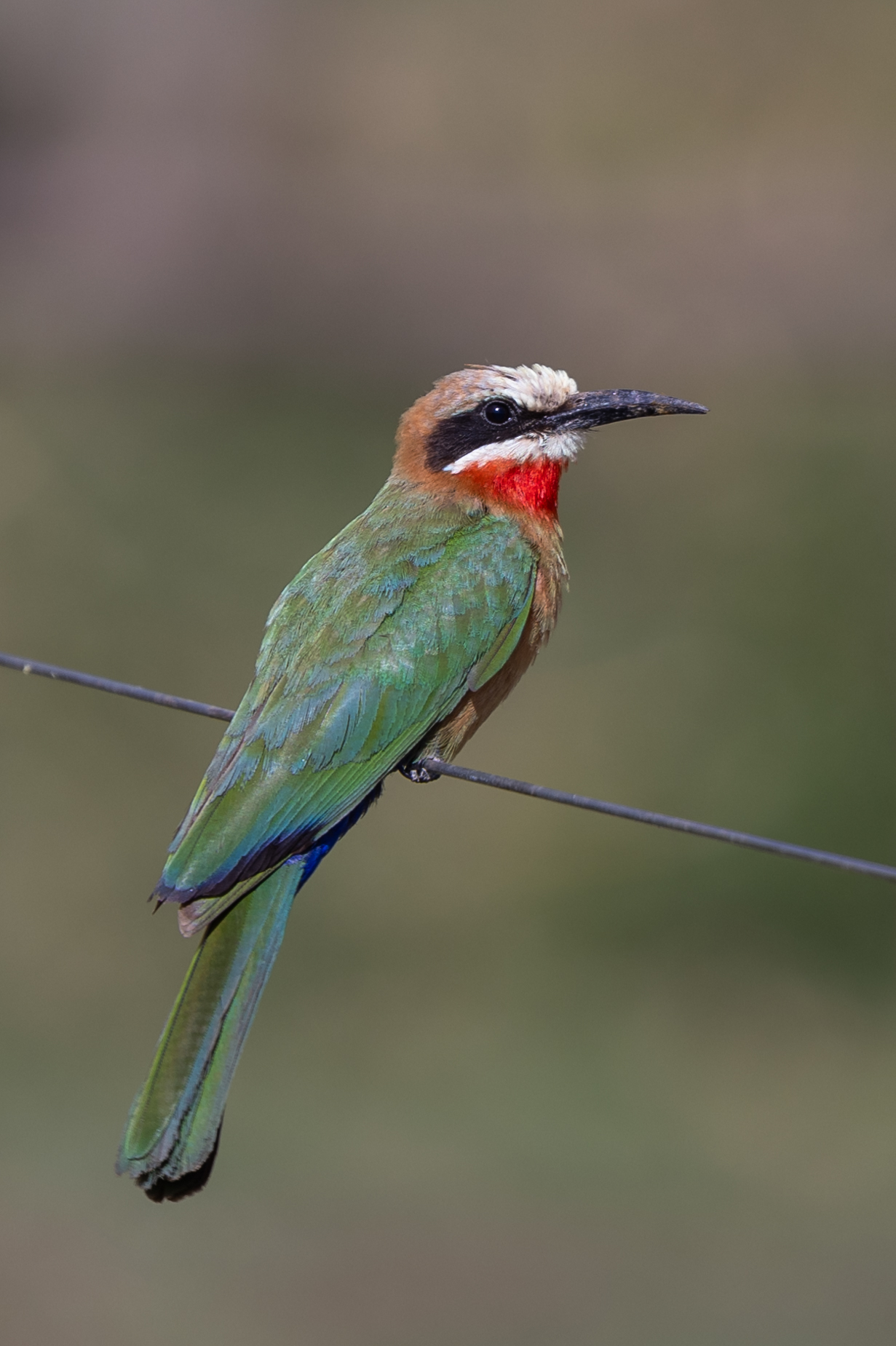
Белолобая щурка (Merops bullockoides), Накуру, Кения
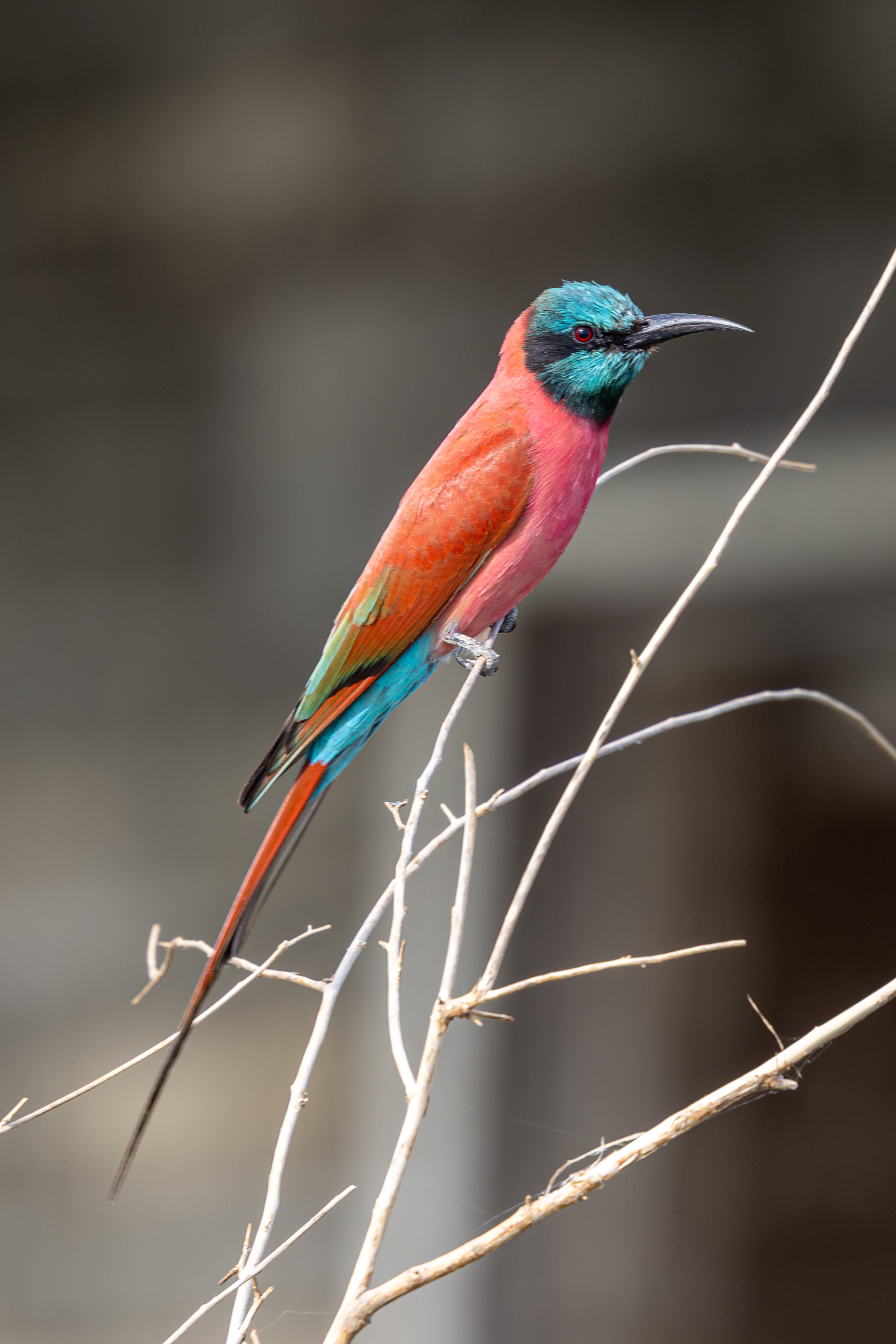
northern carmine bee-eater (Merops nubicus), озеро Баринго, Кения
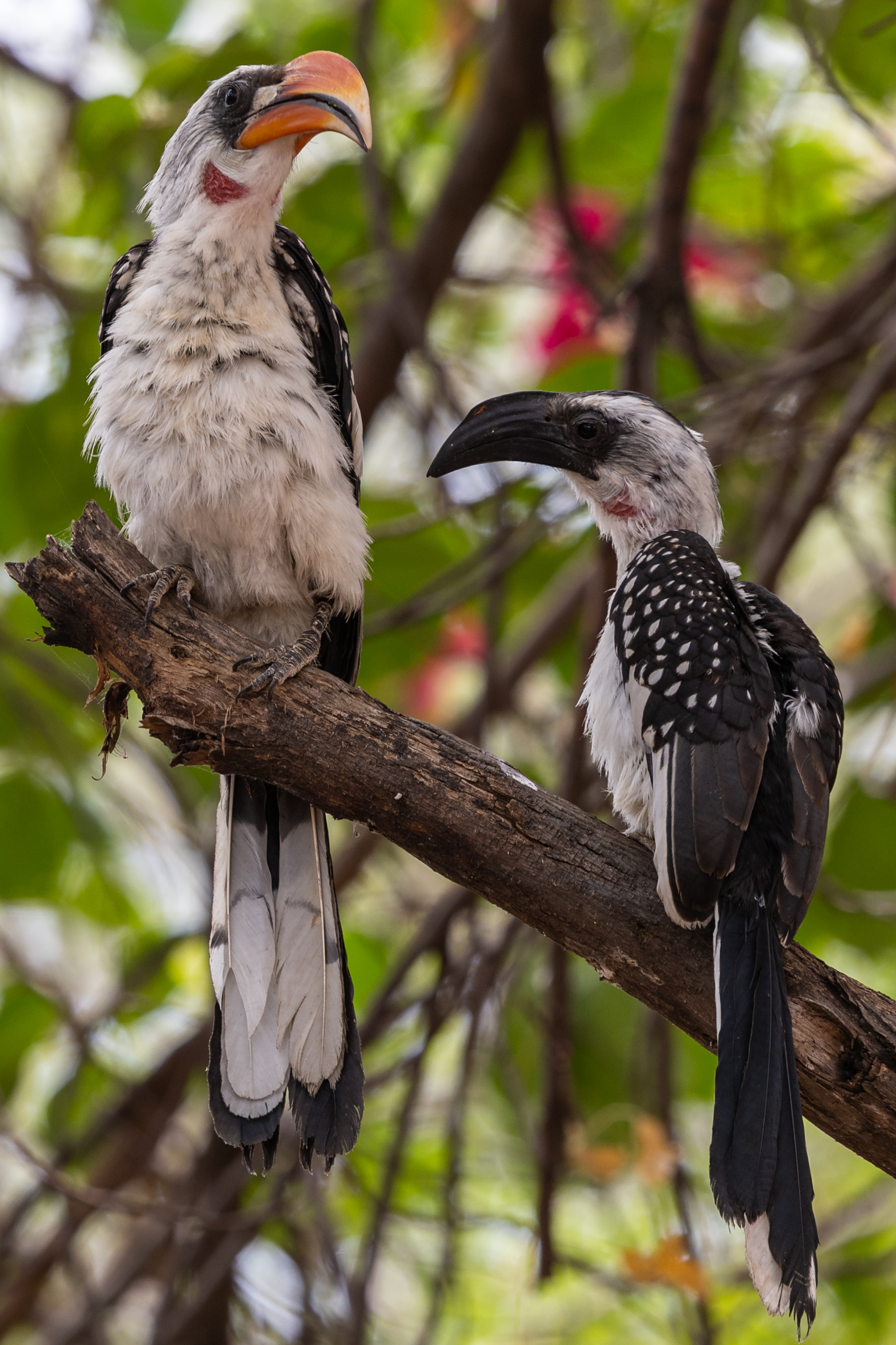
Кенийский токо (Tockus jacksoni), озеро Баринго, Кения
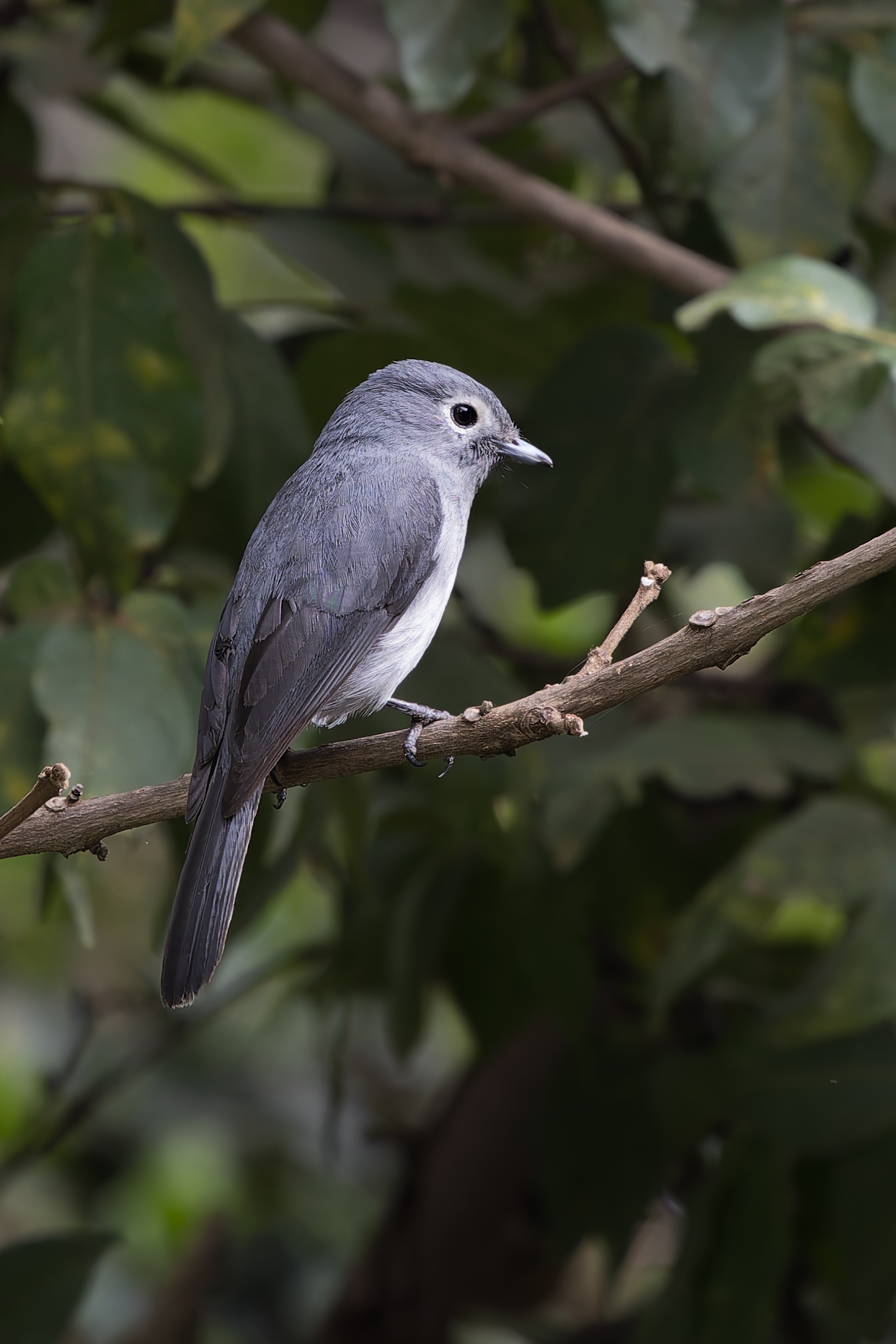
Мухоловка-белоглазка[англ.] (Melaenornis fischeri), Накуру, Кения

Около 53 видов находятся под угрозой, среди них:
- Сомалийский страус (Struthio molybdophanes) — имеет статус .
- Белоглазый нырок (Aythya nyroca) — статус .
- Африканская савка (Oxyura maccoa) — находится в статусе .
- Восточный венценосный журавль (Balearica regulorum) — находится в статусе .
- Кенийская совка (Otus ireneae) — находится в статусе .
- Балобан (Falco cherrug) — находится в статусе .

Некоторые виды птиц
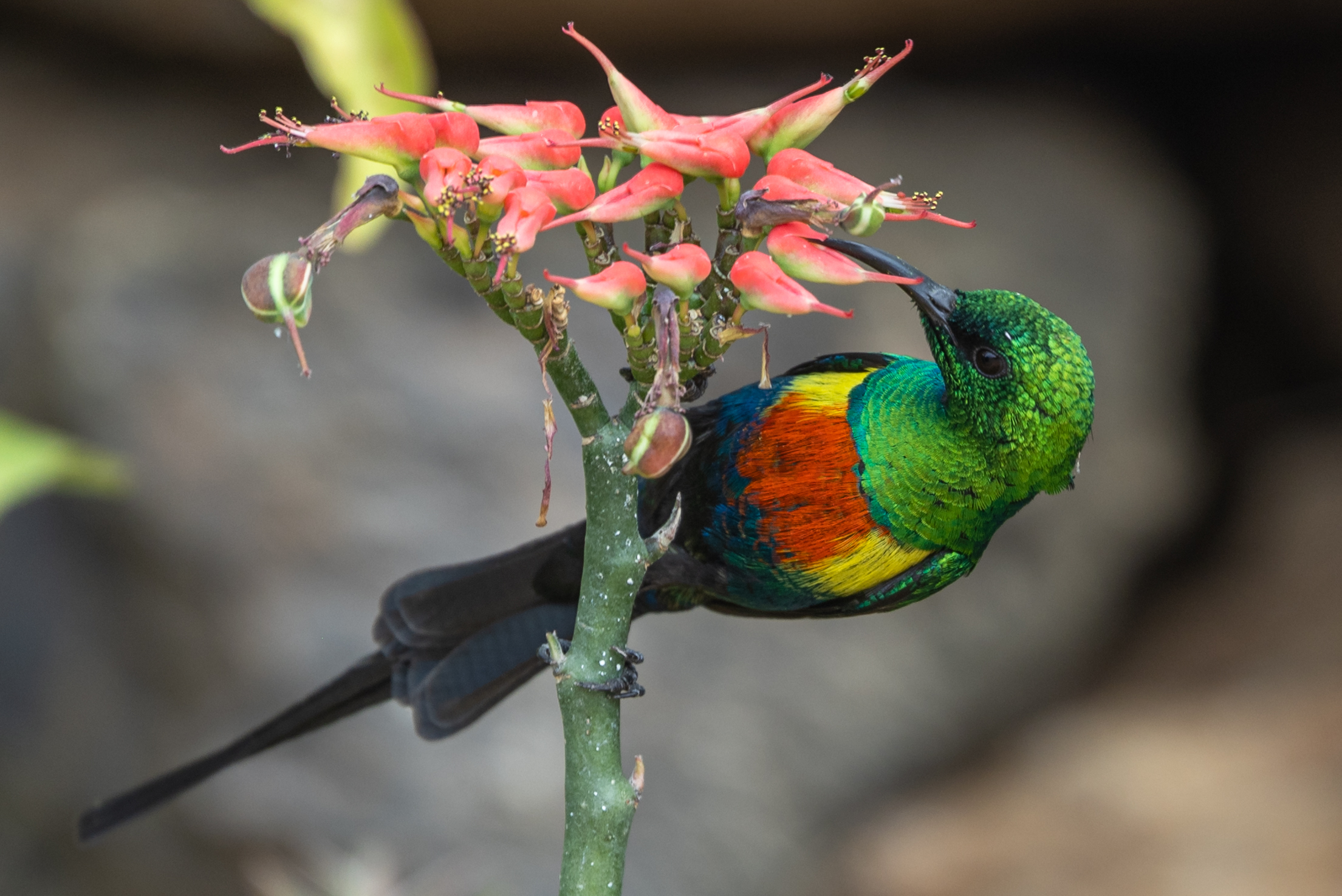
Красивая нектарница[англ.] (Cinnyris pulchellus), на озере Баринго
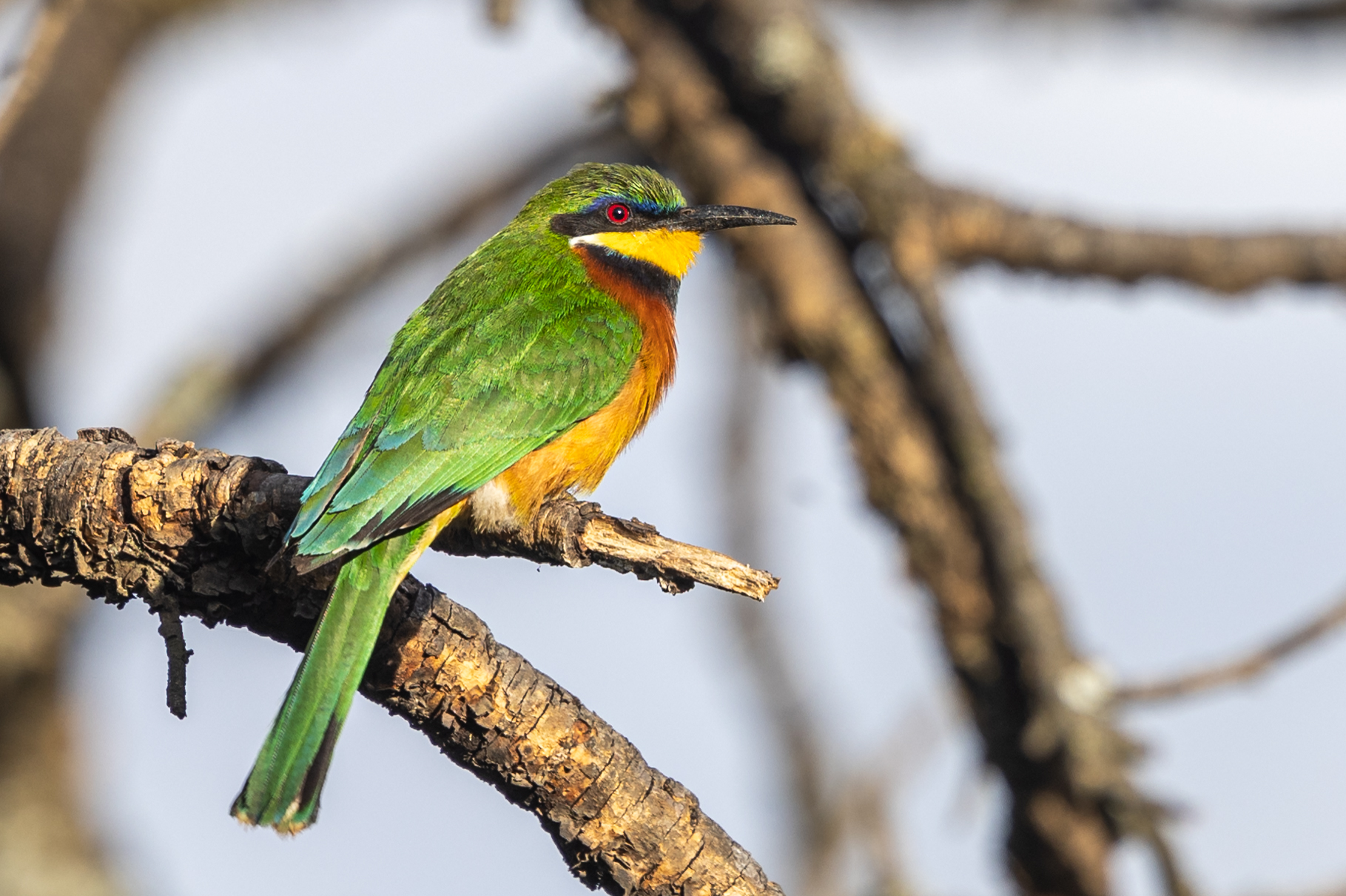
Ошейниковая щурка (Merops oreobates), Накуру
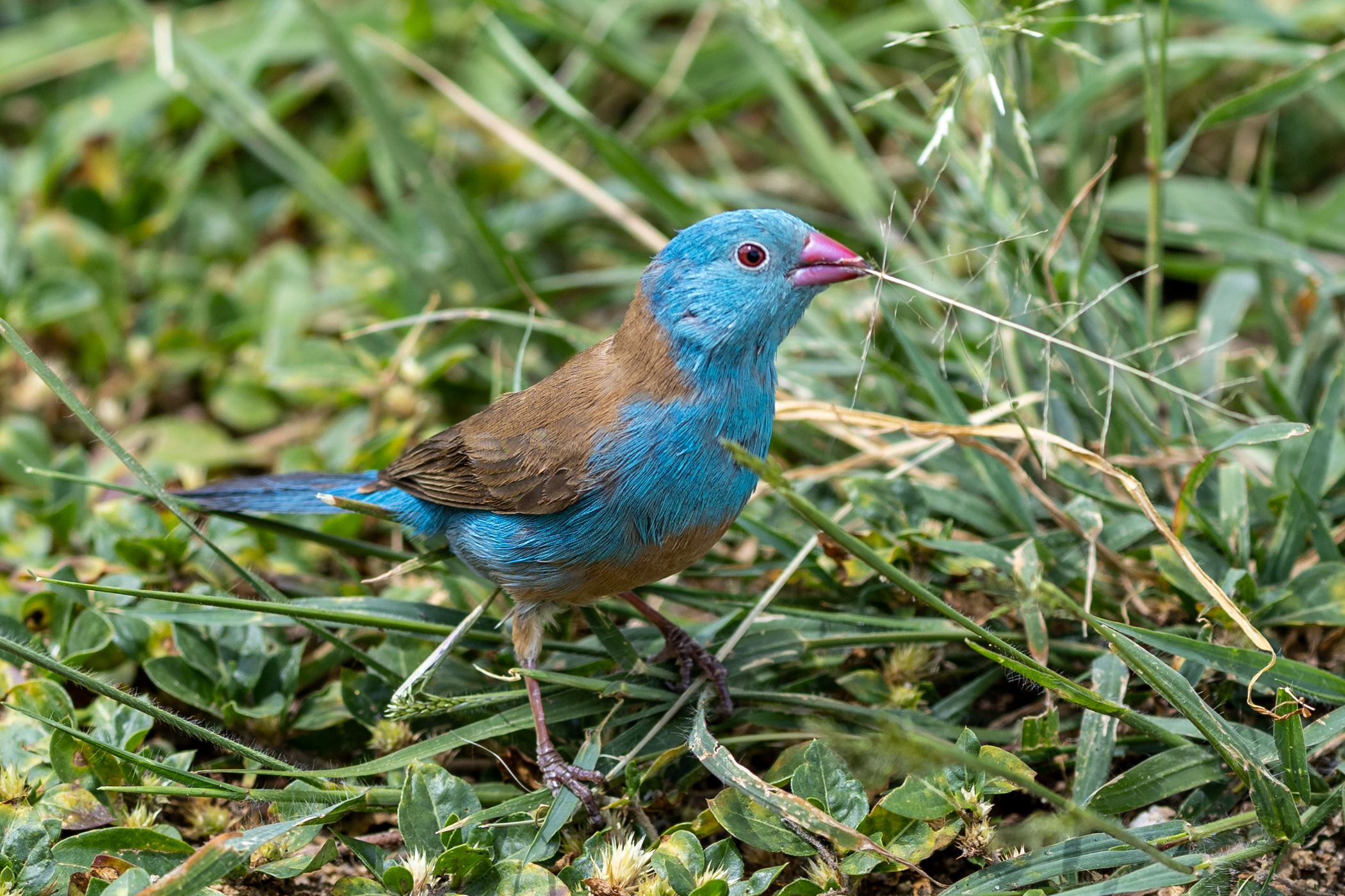
Синеголовый астрильд (Uraeginthus cyanocephalus), Серенгети, Танзания
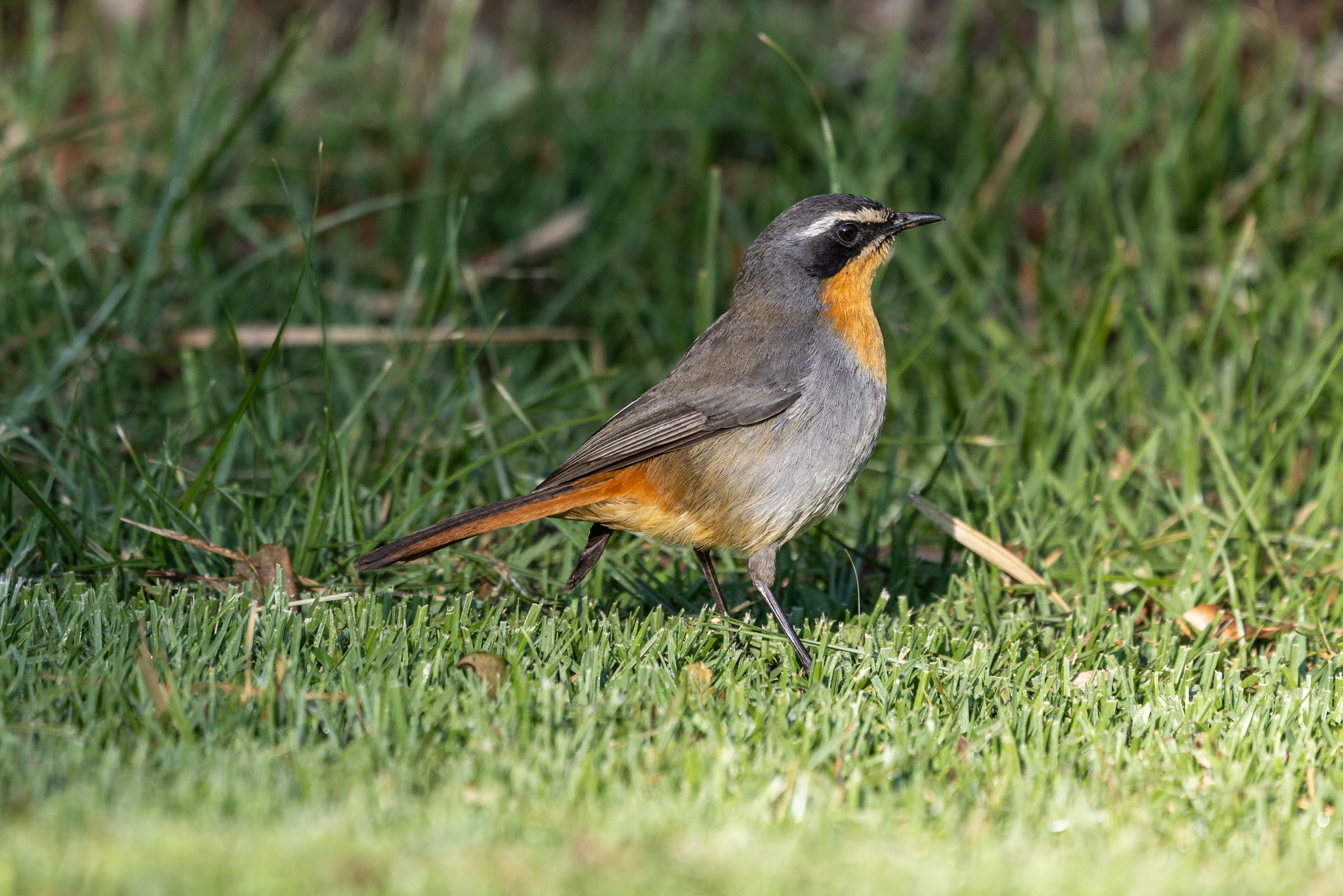
Капский рыжехвост[англ.] (Dessonornis caffer), Кения

Национальный парк Озеро Накуру является пристанищем для миллиона фламинго.

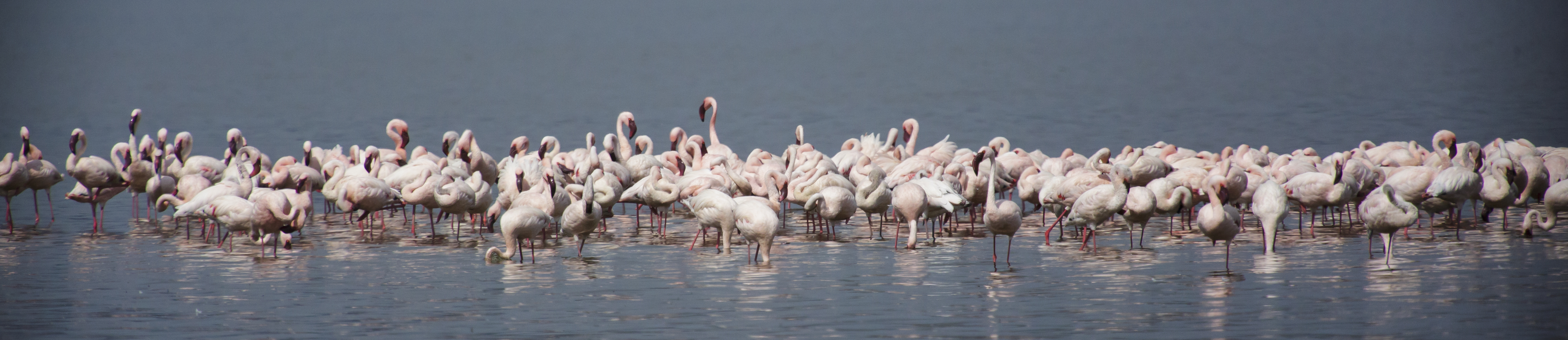
Lake Nakuru National Park - greater flamingo (Phoenicopterus roseus)

## Рыбы
В Кении обитает 769 видов рыб (362 вида пресноводные), из них эндемиками являются около 54 видов пресноводных рыб.

Некоторые виды ихтиофауны
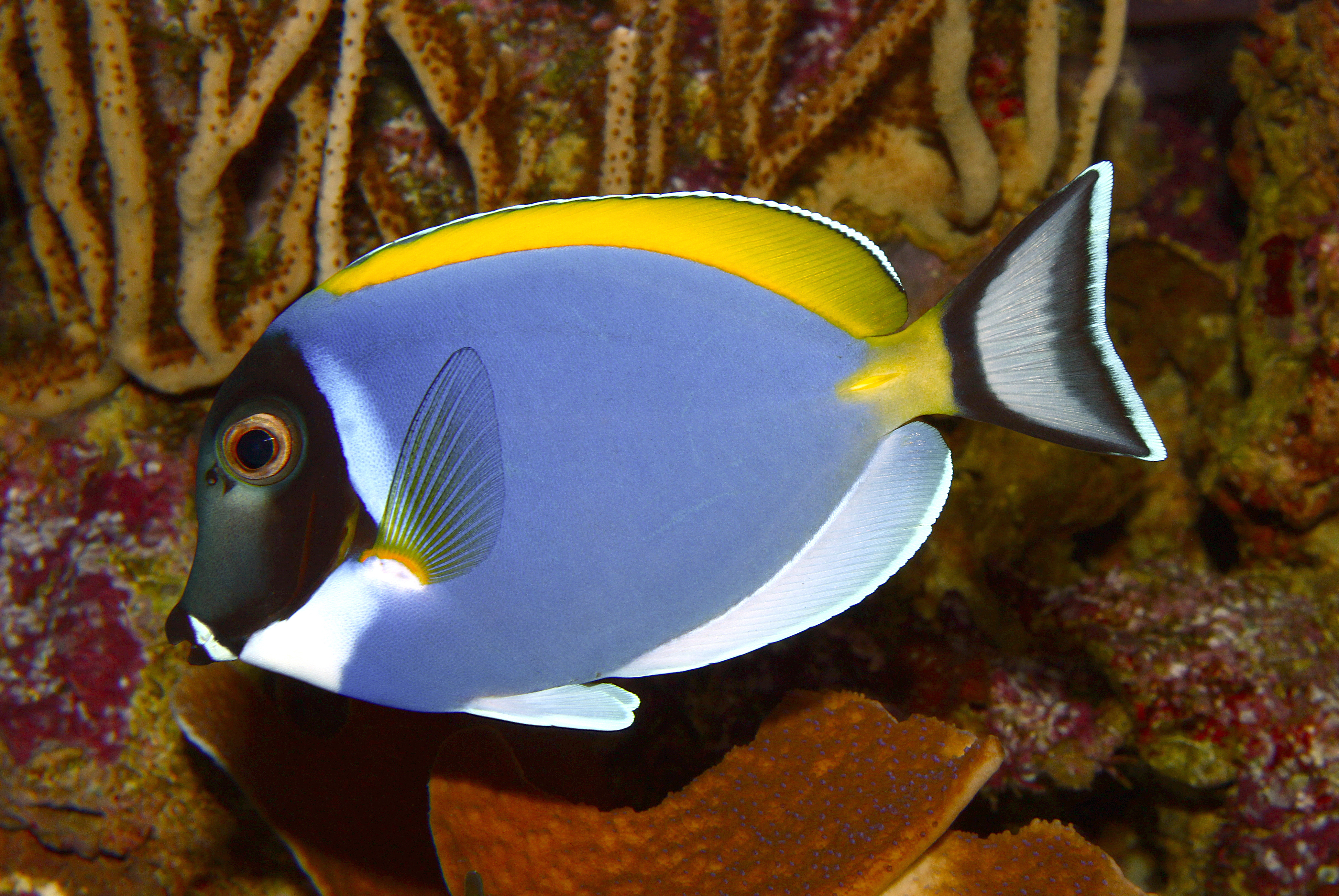
Белогрудый хирург
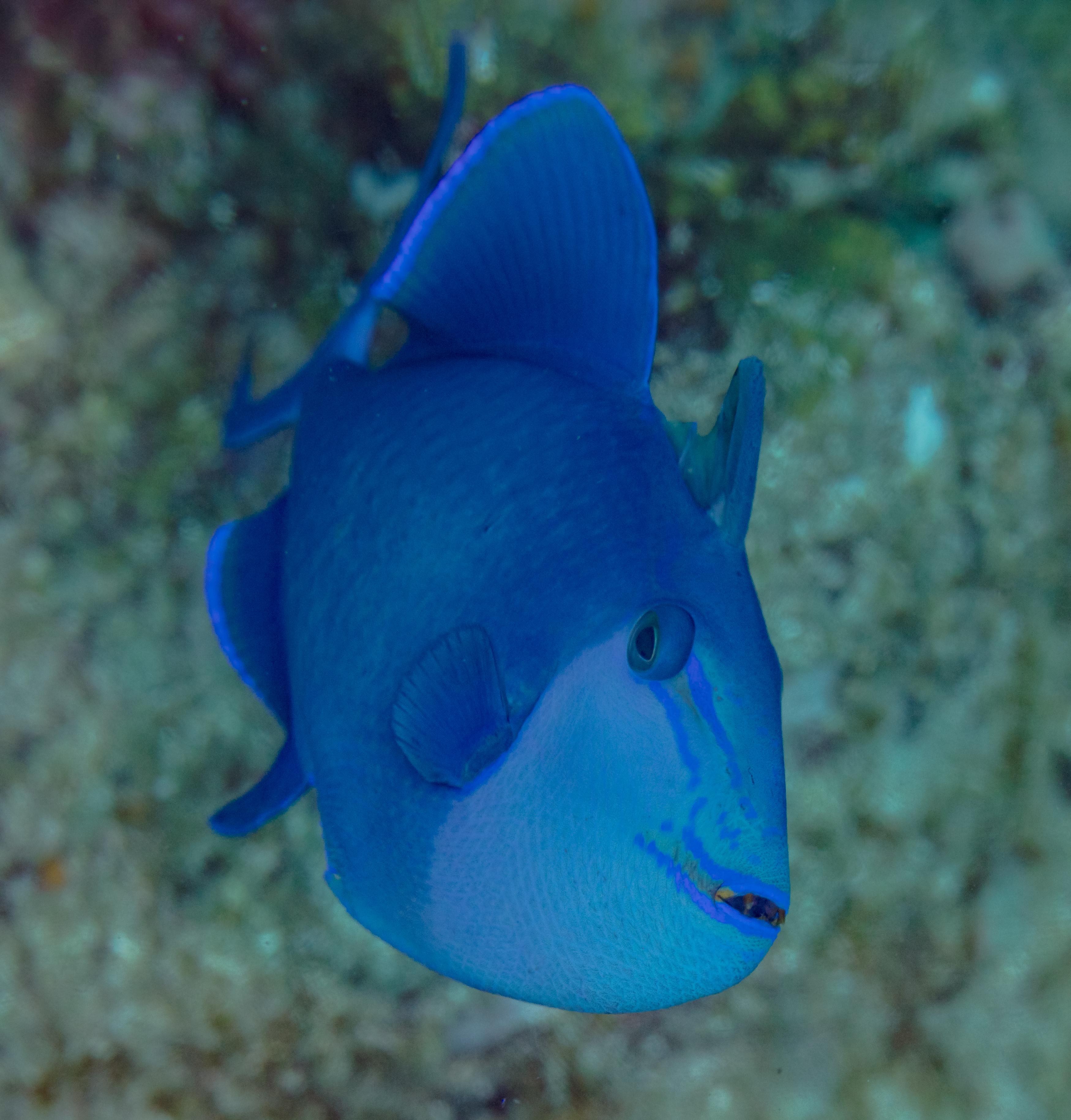
Краснозубый спинорог
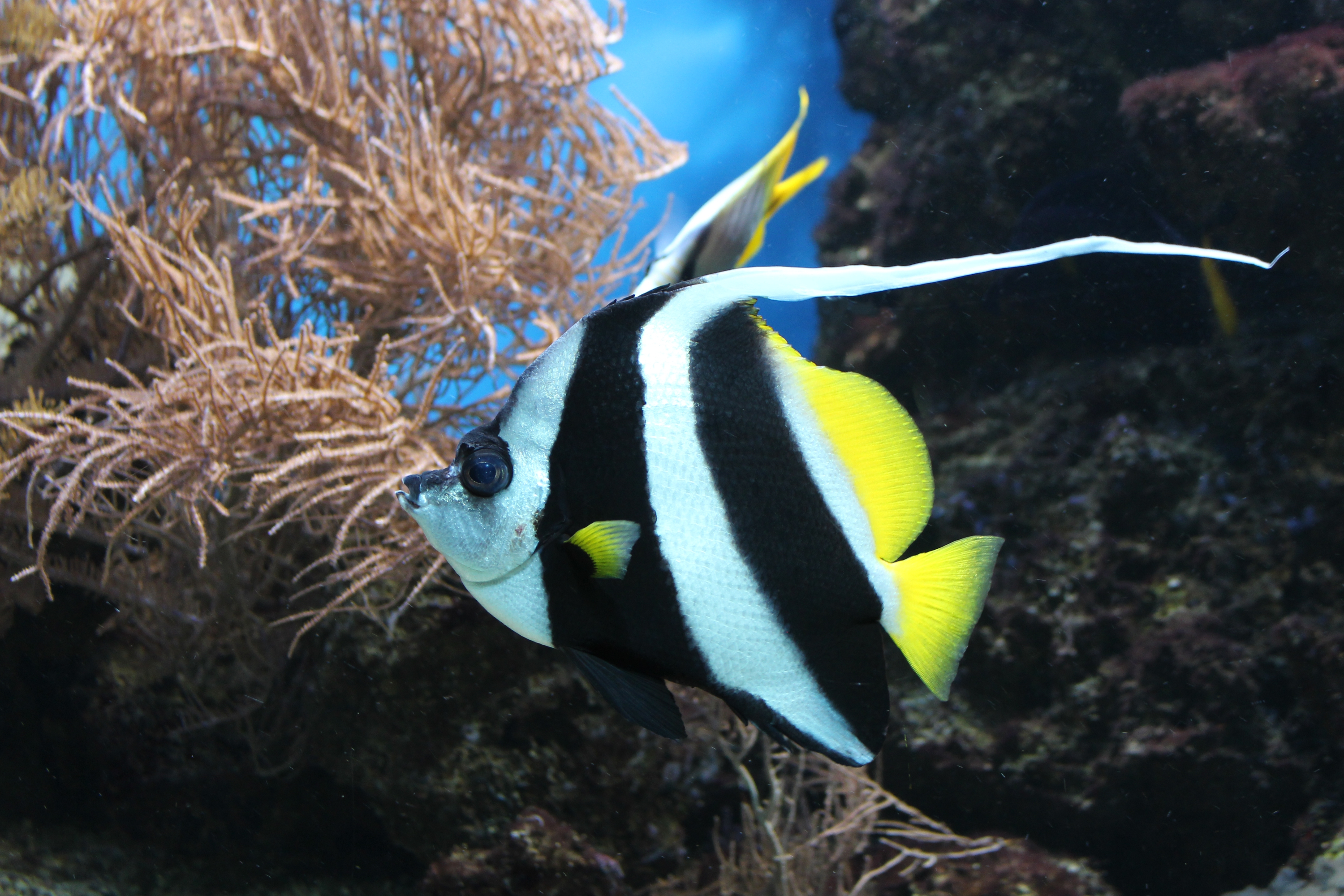
Белопёрая кабуба
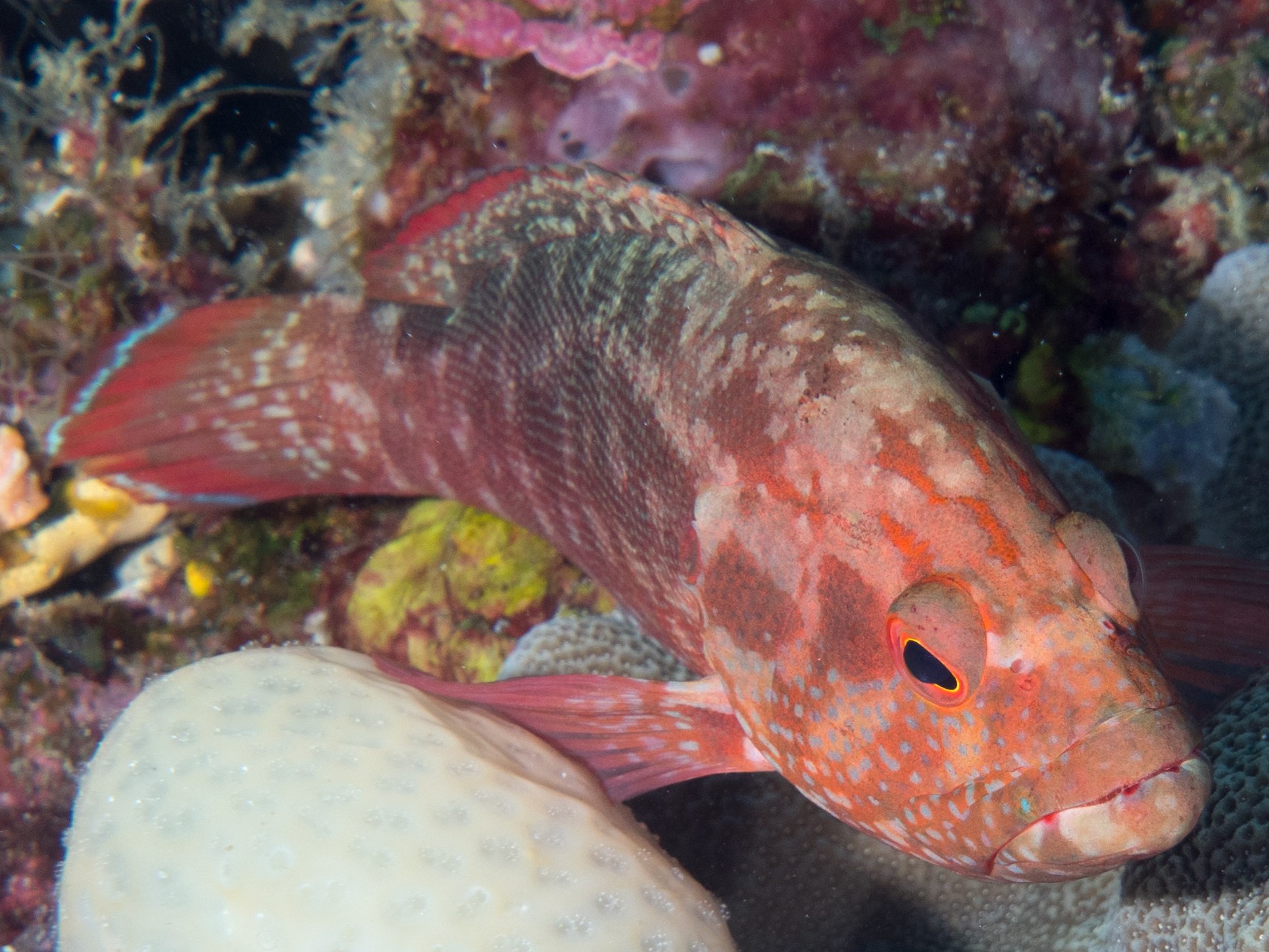
Леопардовая гаррупа

## Пресмыкающиеся
В Кении более 260 видов пресмыкающихся

Некоторые виды пресмыкающихся
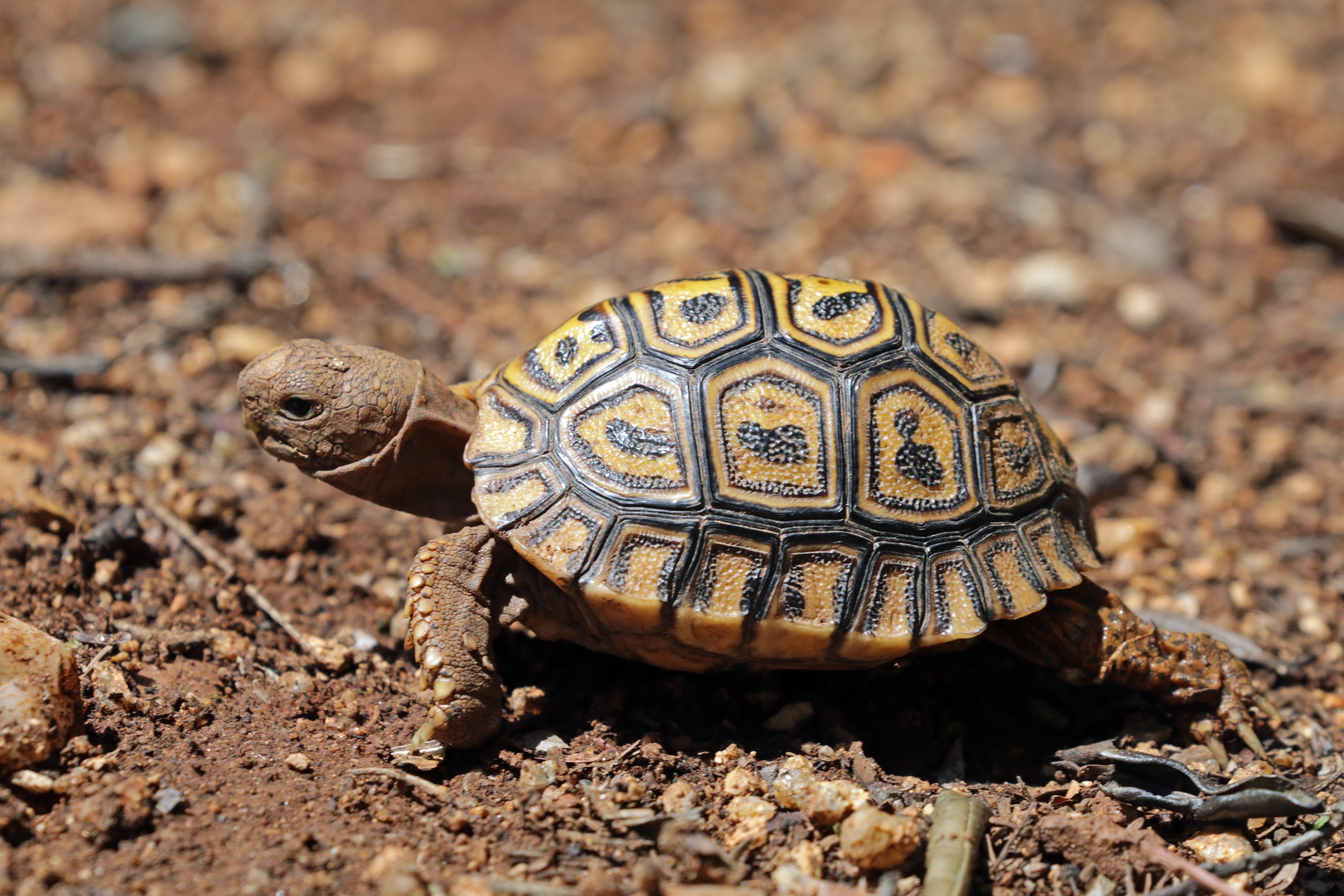
Леопардовая черепаха
Египетская кобра
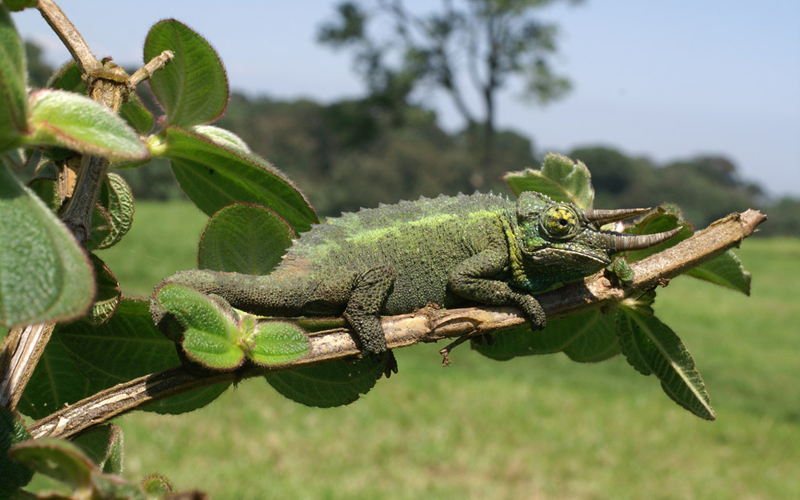
Самец Хамелеона Джексона на горе Кения
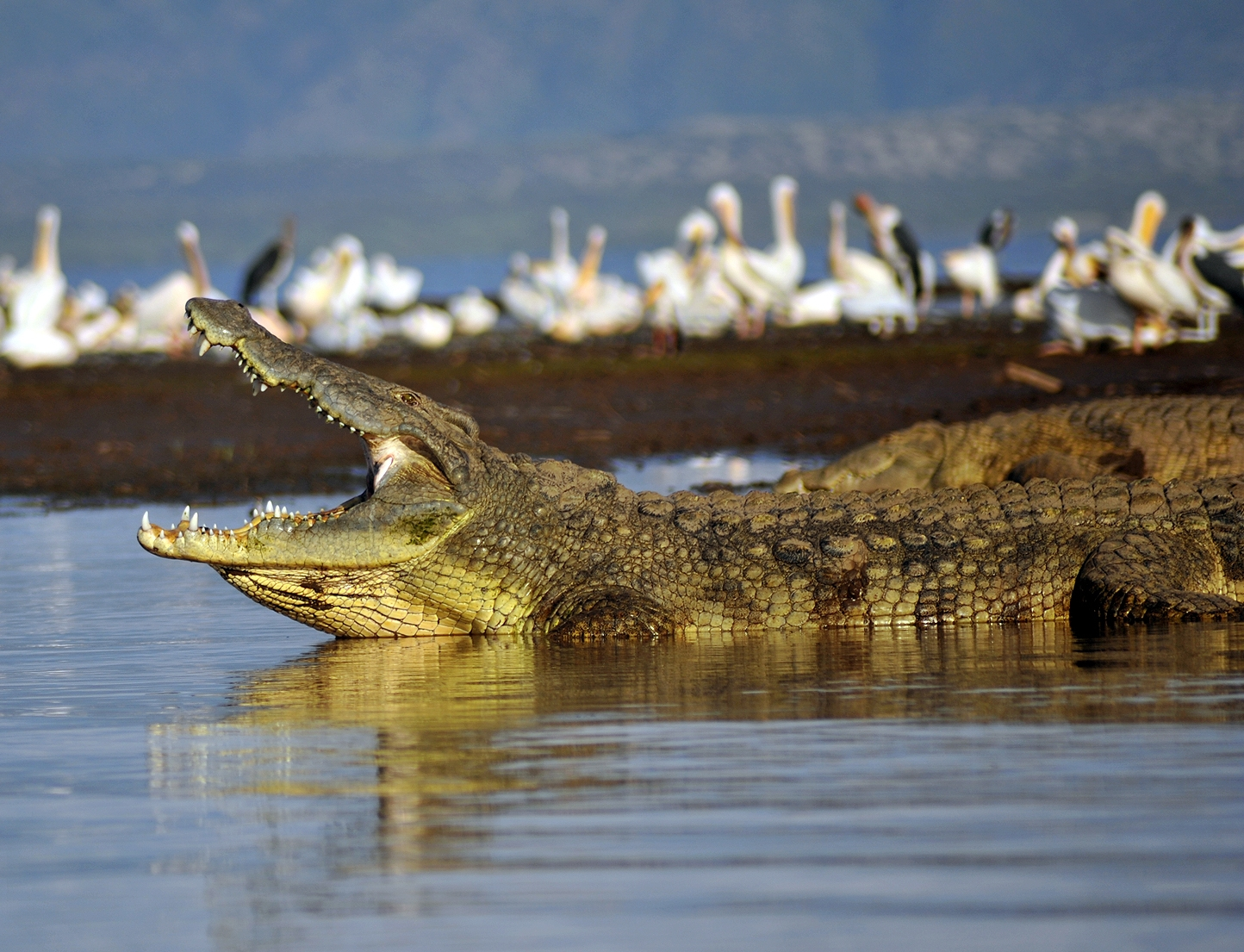
Нильский крокодил